# Tobias Brand

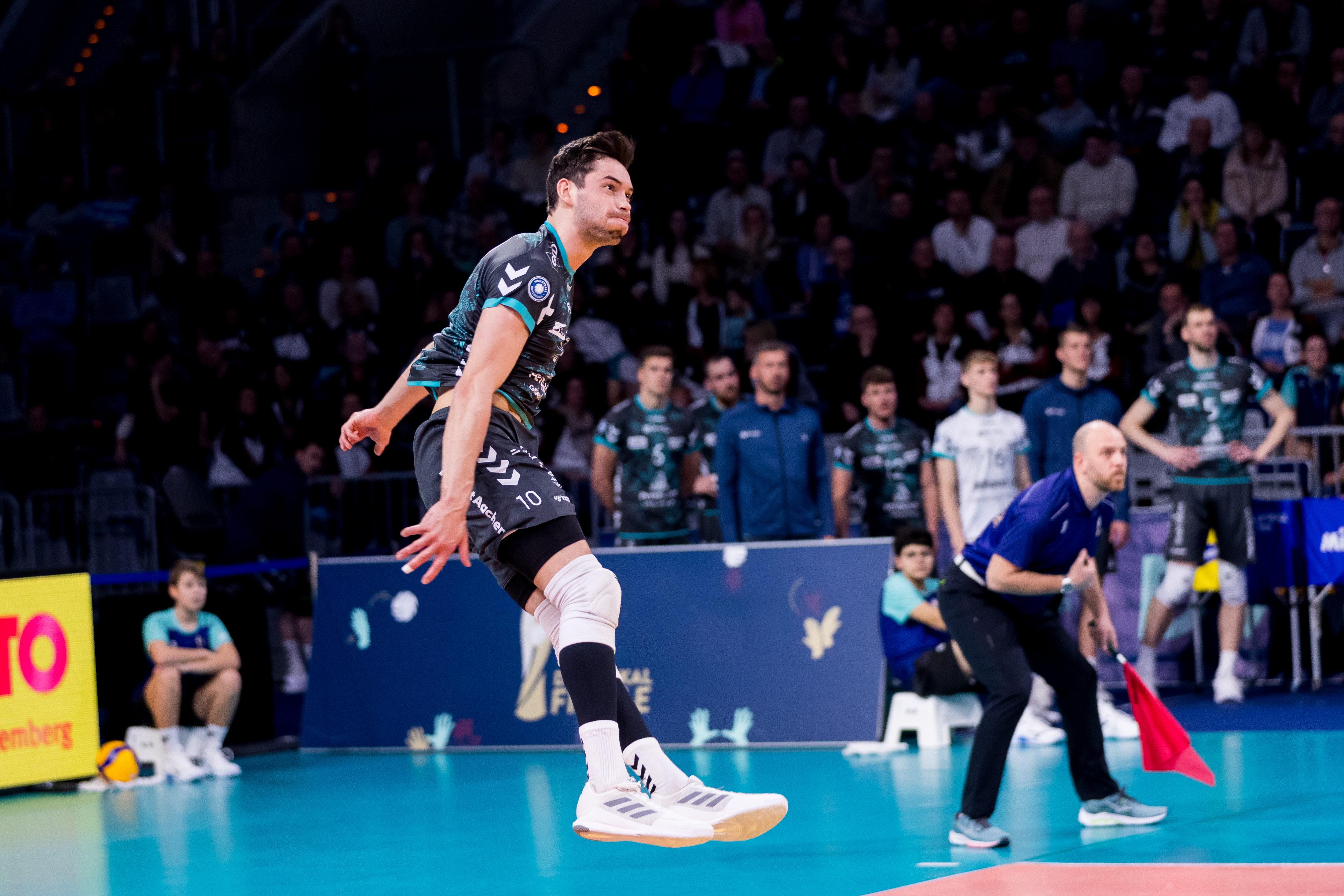
Tobias Brand podczas wykonywania zagrywki w finale Pucharu Niemiec 2022/2023 w barwach klubu SWD Powervolleys Düren

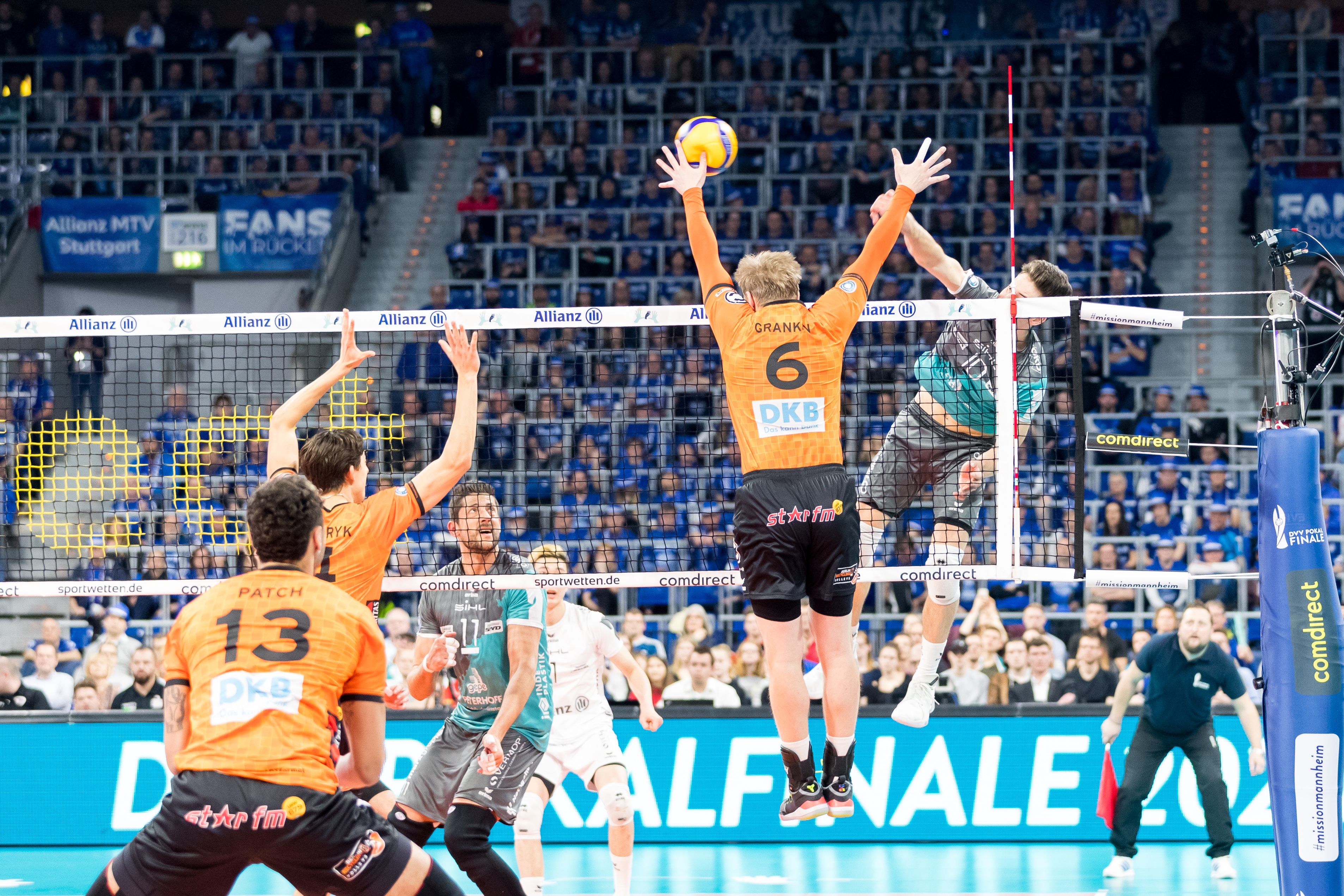
Tobias Brand podczas ataku z lewego skrzydła w barwach klubu SWD Powervolleys Düren podczas meczu finałowego Pucharu Niemiec 2020

Tobias Christian Brand (ur. 9 lipca 1998 w Moguncji) – niemiecki siatkarz, reprezentant Niemiec, grający na pozycji przyjmującego. 
Uprawiał gimnastykę przez bardzo długi czas oraz próbował swoich sił w lekkoatletyce, gdyż potem ostatecznie wybrał sporty związane z piłką.

## Kariera klubowa
| Kariera juniorska | Kariera juniorska      | Kariera juniorska | Kariera juniorska | Kariera juniorska | Kariera juniorska | Kariera juniorska | Kariera juniorska | Kariera juniorska | Kariera juniorska | Kariera juniorska |
| ----------------- | ---------------------- | ----------------- | ----------------- | ----------------- | ----------------- | ----------------- | ----------------- | ----------------- | ----------------- | ----------------- |
| Sezon             | Klub                   |                   |                   |                   |                   |                   |                   |                   |                   |                   |
| 2015/2016         | SG UNS Rheinhessen     |                   |                   |                   |                   |                   |                   |                   |                   |                   |
| Kariera seniorska |                        |                   |                   |                   |                   |                   |                   |                   |                   |                   |
| Sezon             | Klub                   |                   |                   |                   |                   |                   |                   |                   |                   |                   |
| 2016/2017         | TGM Mainz-Gonsenheim   |                   |                   |                   |                   |                   |                   |                   |                   |                   |
| 2017/2018         | TGM Mainz-Gonsenheim   |                   |                   |                   |                   |                   |                   |                   |                   |                   |
| 2018/2019         | TGM Mainz-Gonsenheim   |                   |                   |                   |                   |                   |                   |                   |                   |                   |
| 2019/2020         | SWD Powervolleys Düren |                   |                   |                   |                   |                   |                   |                   |                   |                   |
| 2020/2021         | SWD Powervolleys Düren |                   |                   |                   |                   |                   |                   |                   |                   |                   |
| 2021/2022         | SWD Powervolleys Düren |                   |                   |                   |                   |                   |                   |                   |                   |                   |
| 2022/2023         | SWD Powervolleys Düren |                   |                   |                   |                   |                   |                   |                   |                   |                   |
| 2023/2024         | Bogdanka LUK Lublin    |                   |                   |                   |                   |                   |                   |                   |                   |                   |
| 2024/2025         | PGE Projekt Warszawa   |                   |                   |                   |                   |                   |                   |                   |                   |                   |
| 2025/2026         | Trefl Gdańsk           |                   |                   |                   |                   |                   |                   |                   |                   |                   |

## Sukcesy klubowe
Liga niemiecka:
- 2021, 2022

Liga polska:
- 2025[8]

## Nagrody indywidualne i wyróżnienia
- 2022: Najlepszy siatkarz reprezentacji Niemiec w 2022 roku[9]